# Aspö, Korpo
För andra betydelser, se Aspö.

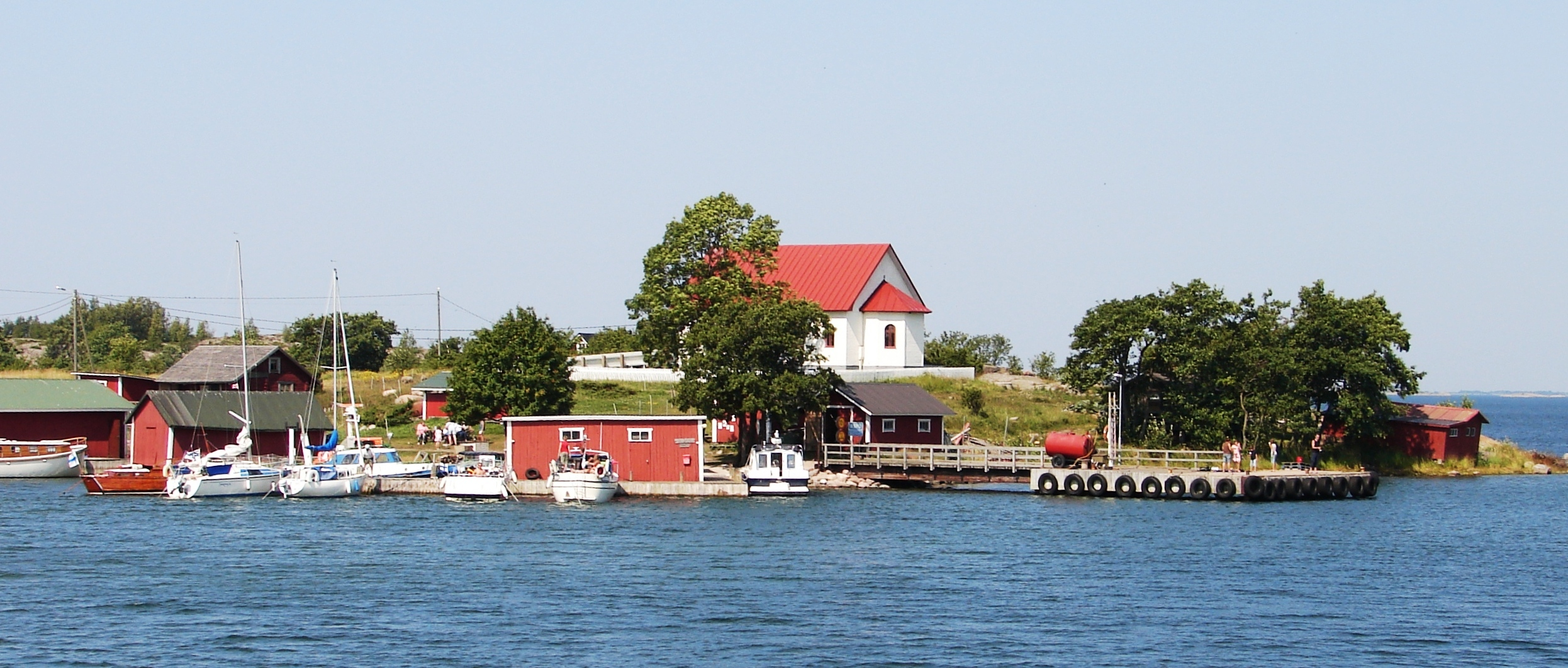
Aspö.

Aspö är en liten bebodd ö i Korpo, numera i Pargas stad. 
Aspæ nämns, som en av tre möjliga hamnar mellan Kökar och Kyrkosund i Hitis, i det Danska itinerariet som är från mitten av 1200-talet. Ruttens moderna benämning är Kung Valdemars segelled. Aspös läge vid farlederna gjorde ön till en viktig hamn- och lotsplats där lotsverksamheten började redan på 1600-talet.
Mest känd är ön för sin vackra vita kalkstenskyrka med sitt tegelröda tak. Kyrkan byggdes under 1950-talet och är den femte kyrkan på Aspö. Den tidigare kyrkan förstördes under en kraftig höststorm 1949, då en tromb slet sönder kyrkan.
Under första världskriget innehade ryssarna ön som vaktstation. Under andra världskriget användes ön som marinbas för bland annat de tyska kryssarna Prinz Eugen och Lützow. Basen skyddades av ubåtsnät som lämnades kvar och fortfarande ställer till stora problem för fisket i området.
Aspöborna har fått öknamnet ”pröller” efter det dialektala namnet på strandpipare.